# Poarta Orientală
Poarta Orientală (t. Domaşnea, łac. Porta Orientalis) – przełęcz w Karpatach Południowych. 515 m n.p.m. Wraz z pozostałą częścią Bruzdy Temesz-Czerna oddziela Góry Banackie na zachodzie od Właściwych Karpat Południowych na wschodzie. Przez przełęcz biegną linia kolejowa Budapeszt-Bukareszt i droga DN 6 (E70). 